# Mary, az ügyvédbojtár (Így jártam anyátokkal)
A Mary, az ügyvédbojtár az Így jártam anyátokkal című televízió-sorozat első évadának tizenkilencedik epizódja. Eredetileg 2006. április 24-én vetítették, míg Magyarországon 2008. október 28-án.
Ebben az epizódban Robin, aki még mindig haragszik Tedre, meghívja őket egy díjkiosztó gálára. Ted egy Barney által hozott lánnyal megy, akiről azt hiszi, hogy prostituált. 

## Cselekmény
Robint jelölik a Lojális Állami Médiaarany (LÁMA) díjára egy riportjáért, és mindenkit meghív a díjkiosztóra. Ez még három hónappal korábban történt, amikor is Ted még együtt volt Victoriával, és úgy volt, hogy vele jön. Csakhogy a dolgok azóta nagyot változtak: szakítottak, és Robin is utálja őt, amiért hazudott neki. Most, hogy nincs kivel mennie, Barney azt ajánlja, vigyen magával egy prostituáltat. Ted elutasítja ezt, majd Barney nem sokkal később egy csodálatos fiatal lánnyal, Maryvel jelenik meg. Ted még így sem hajlandó elvinni magával, mígnem meg nem látja, hogy Robin partnere az utálatos, tenyérbemászó hírolvasó, Sandy Rivers lesz, s így meggondolja magát.
A banketten Tednek egyre jobban imponál Mary, aki mint elmeséli magáról, egy belvárosi ügyvédi irodában dolgozik. Próbál kibékülni Robinnal, de ő továbbra is utálja őt, és amikor megnyeri a díjat, mindenkinek megköszöni, kivéve Tednek. Közben Barney is intézkedik, és lefoglal Tedéknek egy szobát a hotelban, ahol a díjátadót tartják. Ted végül belemegy a dologba, hogy felmenjen Maryvel a szobába. Nem sokkal ezután Robin taxiba teszi Sandyt, és közli, hogy kollégákkal sosem randizna, csak féltékennyé akarta tenni Tedet. Barney ekkor leleplezi a dolgokat: Mary nem is prostituált, hanem egy ügyvédbojtár, aki vele egy házban él, és minderről Tednek fogalma sincs. Nem sokkal később Ted csúnyán fel is sül, amikor "kurvának" nevezi Maryt, és a lány elküldi őt.
Barney a bárban még élcelődik egy sort Teden, aki elmondja neki, hogy bosszúból még nem jelentkezett ki a hotelszobából, és a szobaszámla csak hízik.

## Kontinuitás
- Marshall először használja az "ügyvédelve" szófordulatot (a magyar szinkronban itt még mint "jogászolva").
- Először beszélnek egymással a karakterek telepatikusan.
- Robin megismétli korábbi kijelentését, miszerint kollégákkal sosem randizna.

## Jövőbeli visszautalások
- A "Ne már" című részben Sandy Rivers felmond a Metro News 1-nál, és ekkor többek között megemlíti azt is, hogy mennyire hiányozni fog neki, hogy nem olvashatja fel a reggeli újságokat – ezen poénkodott Marshall és Ted.
- Ez az egyetlen olyan rész, amikor Barney egy statisztikára hivatkozik, és nincs benne a 83-as szám.
- A "Szakítások ősze" című részben Nick bevallja, hogy a főzőműsoráért őt is jelölték ugyanerre a díjra.
- A "Szemét-sziget" című részben Barney azt állítja, hogy képes megmondani bárkiről, hogy mikor szexelt utoljára. Ugyanakkor ebben az epizódban nem tudja megmondani, mikor volt Ted nővel utoljára.

## Érdekességek
- A Sandy Rivers-t játszó Alexis Denisof a való életben a Lilyt játszó Alyson Hannigan férje.
- Amikor Ted megemlíti, hogy úgy érzi magát, mint Richard Gere, akkor a "Micsoda nő!" című filmre céloz, amiben Gere egy prostituálttal randizik. Marynek ez fel sem tűnik, ő azt hiszi, hogy Ted ennyire magabiztos.
- Amikor Barney bejön a bárba, és azt mondja, "Jó napot", majd várja, hogy valaki megszólaljon; Ted szólni próbál, és erre megismétli: "Azt mondtam: Jó napot!", ez egy utalás az "Azok a 70-es Évek Show"-ra.

## Vendégszereplők
- Alexis Denisof – Sandy Rivers
- Erinn Bartlett – Mary
- Robert Michael Morris – Vámpír Lou

## Zene
- Lemongrass – Elle et moi

## Fordítás
- Ez a szócikk részben vagy egészben  a   Mary the Paralegal című angol Wikipédia-szócikk ezen változatának fordításán alapul.  Az eredeti cikk szerkesztőit annak laptörténete sorolja fel. Ez a jelzés csupán a megfogalmazás eredetét és a szerzői jogokat jelzi, nem szolgál a cikkben szereplő információk forrásmegjelöléseként.| - m - v - sz - Így jártam anyátokkal 1. évad következő »                                                                                                                                                                                                                                                                                                                                         | - m - v - sz - Így jártam anyátokkal 1. évad következő » |
| --- | -------------------------------------------------------- |
| - Az Így jártam anyátokkal epizódjainak listája |                                                          |
| - A kezdetek - A lila zsiráf - A szabadság édes íze - Az ing visszatér - Oké Király - Lotyós tök - A párkereső - A párbaj - A pulykával tömött pocak - Az ananász incidens - A limó - Az esküvő - Dobpergést kérek! - Hűha, nadrágot le! - A közös este - Cukorfalat - Élet a gorillák között - Kettő után semmi jó nem történik - Mary, az ügyvédbojtár - Életem legjobb bálja - A tej - Ne már |                                                          |